# اقامتگاه کوهستان چنگده
کوهستان ریزورت مجموعه بزرگی از قصرهای شاهی که در استان هبی، چین واقع شده‌است.این مجموعه از نطر معماری و مناظر طبیعی بی نظیری که دارد در بسیاری از جهات نقطه اوج همه باغ‌ها، معابد، کاخ‌ها و مناطق مختلف چین به حساب می‌آید.این منطقه تاریخی بین سالهای ۱۷۰۳ و ۱۷۹۲ در دوران سلسله چینگ ساخته شده‌است و ۸۹ سال سال ساخت این مجموعه به طول انجامیده‌است.این مجموعه دارای کاخ‌ها و ساختمان‌های اداری و تشریفاتی است. معابد در سبک‌های مختلف معماری و باغهای امپراتوری و چشم‌انداز دریاچه‌ها، مراتع و جنگل است. این مجموعه در سال ۱۹۹۴ به عنوان مکانی فرهنگی در میراث جهانی یونسکو به ثبت رسید.

## نگارخانه

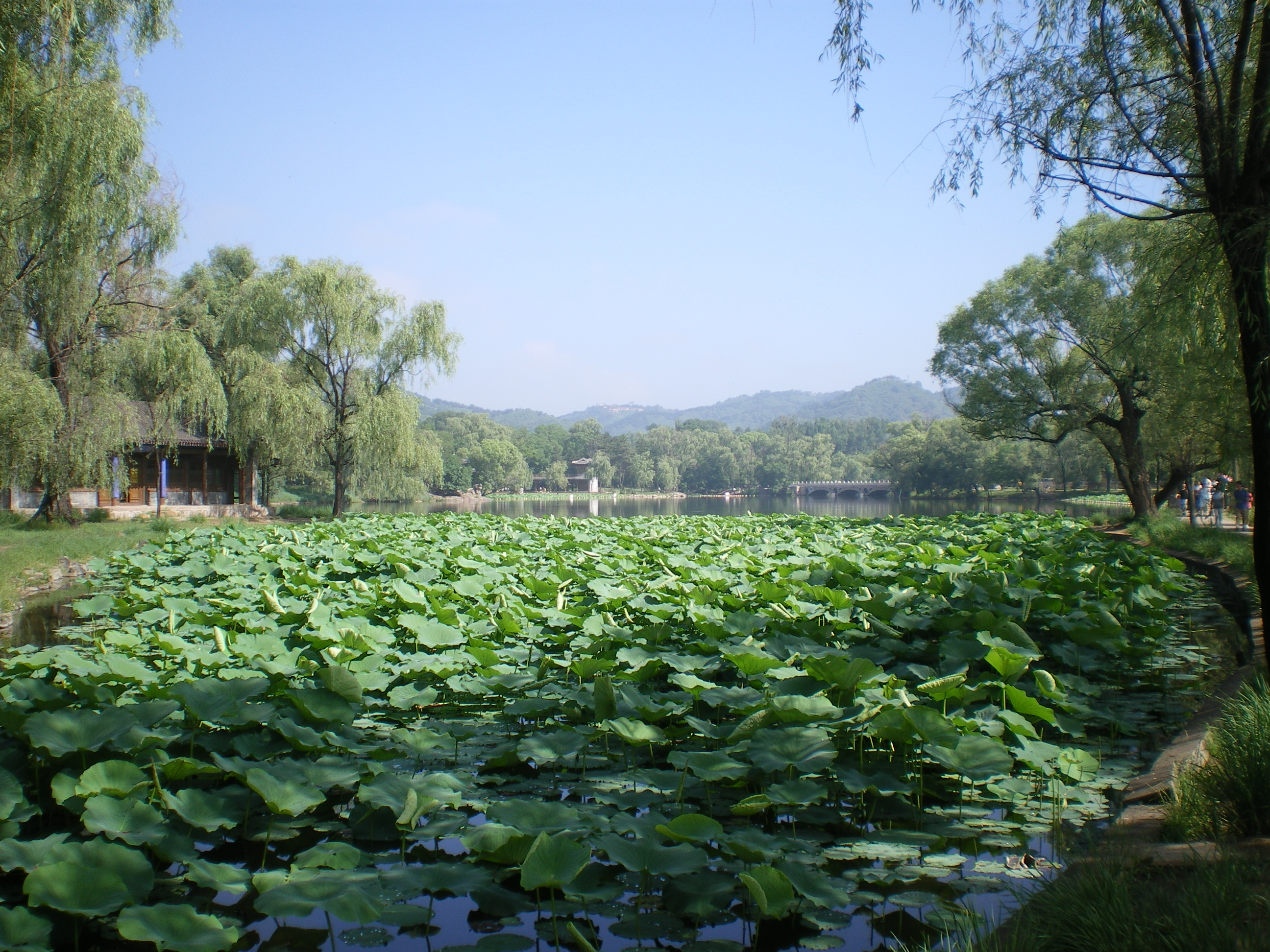
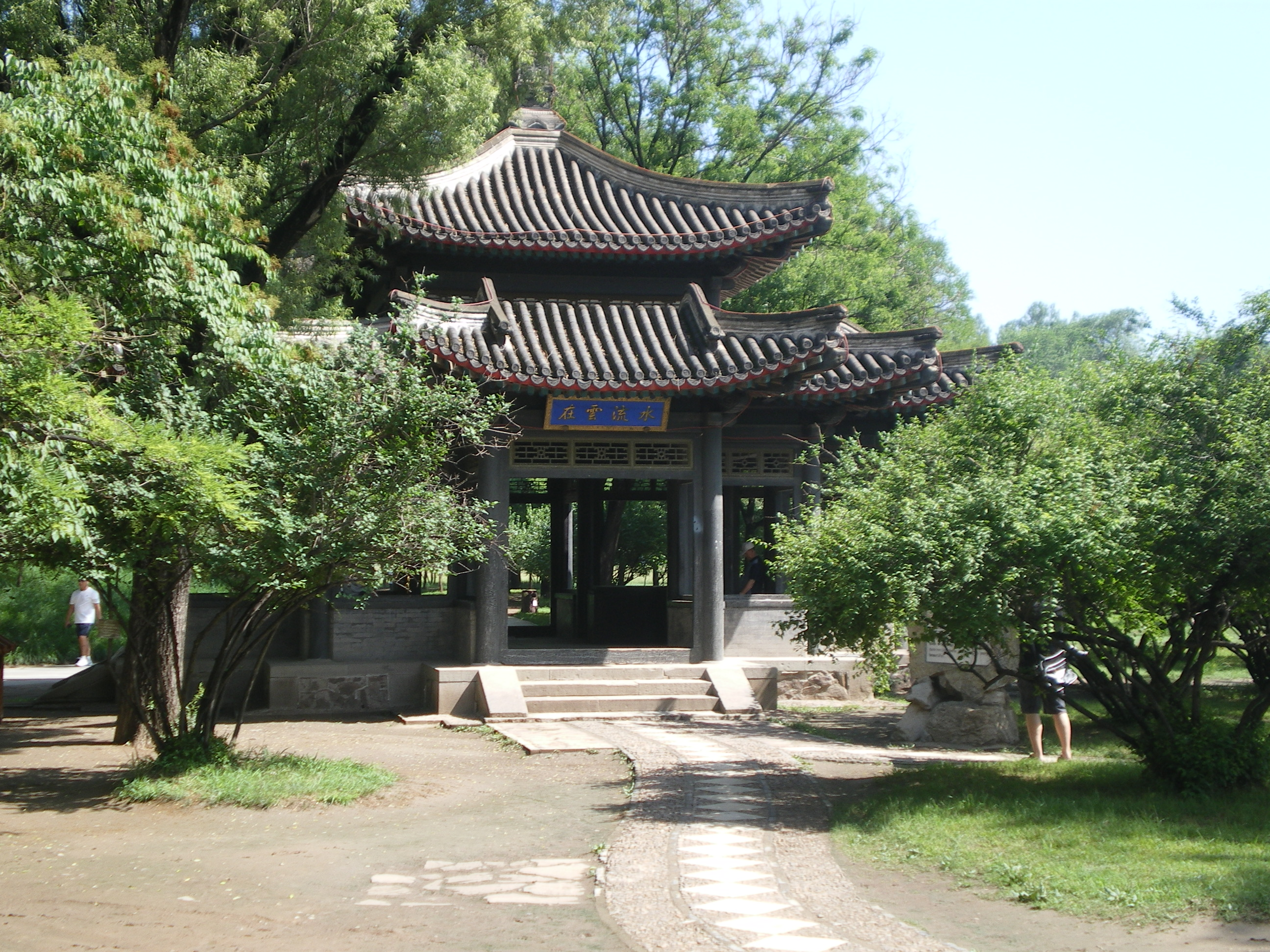
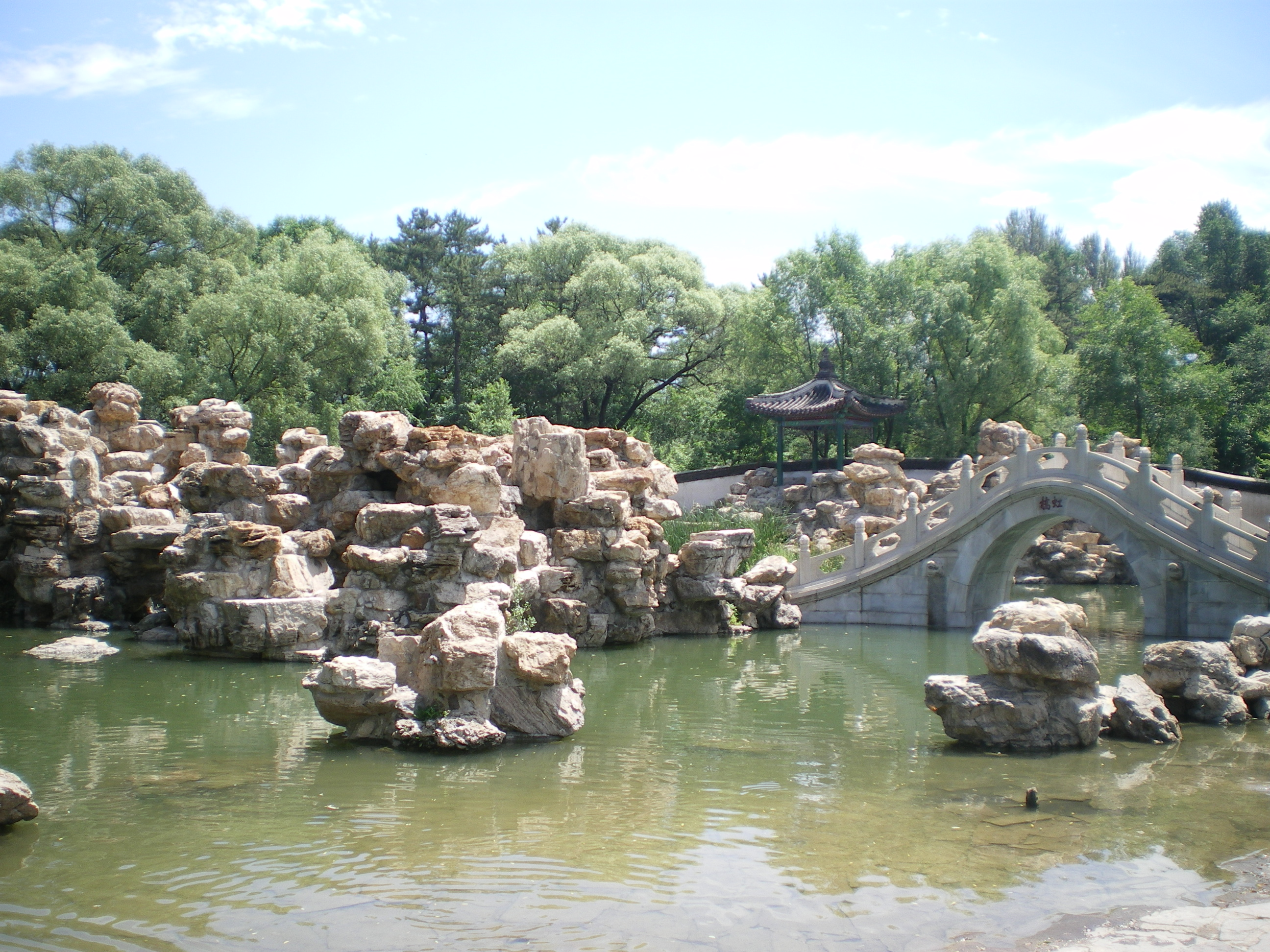
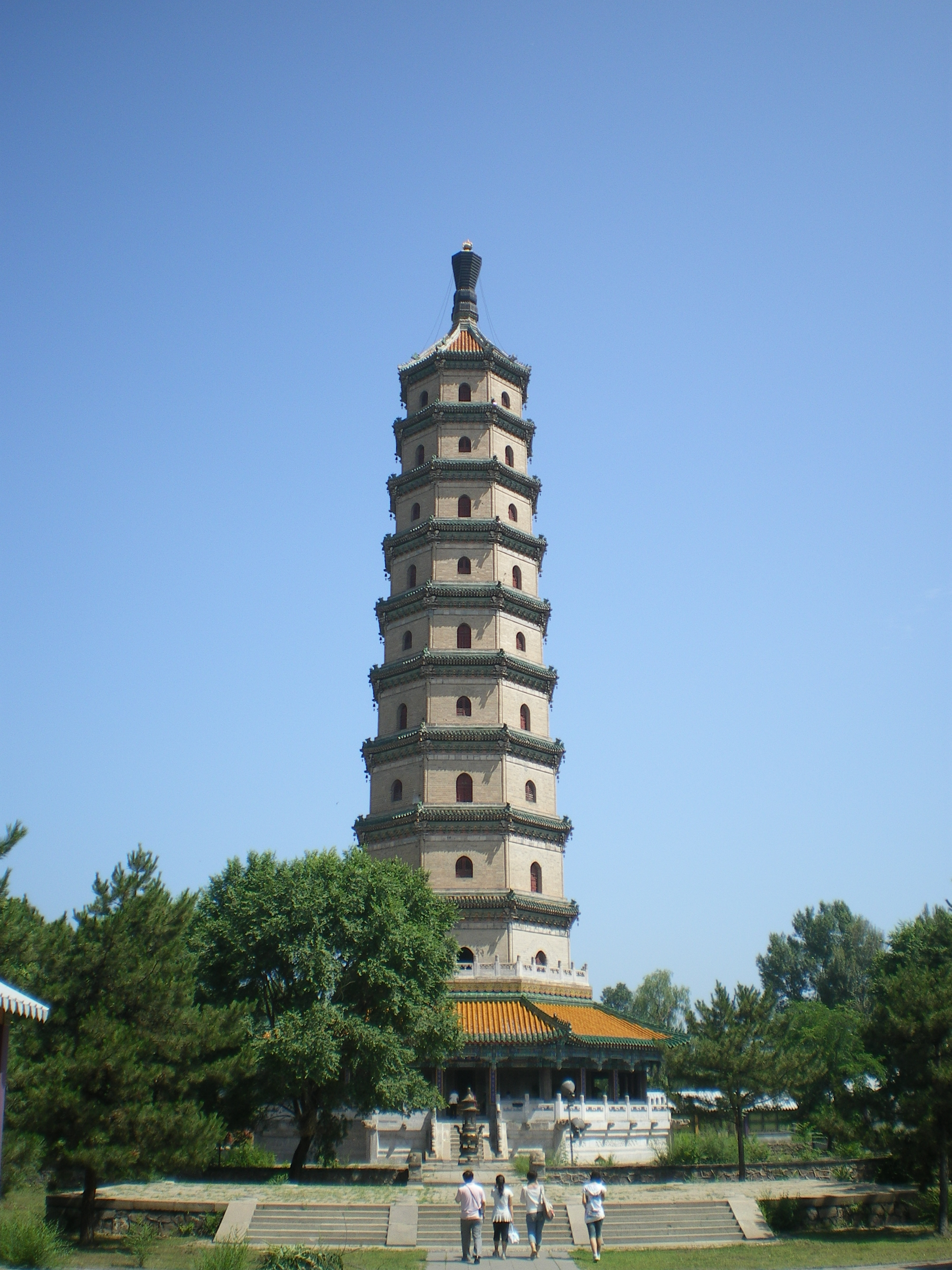
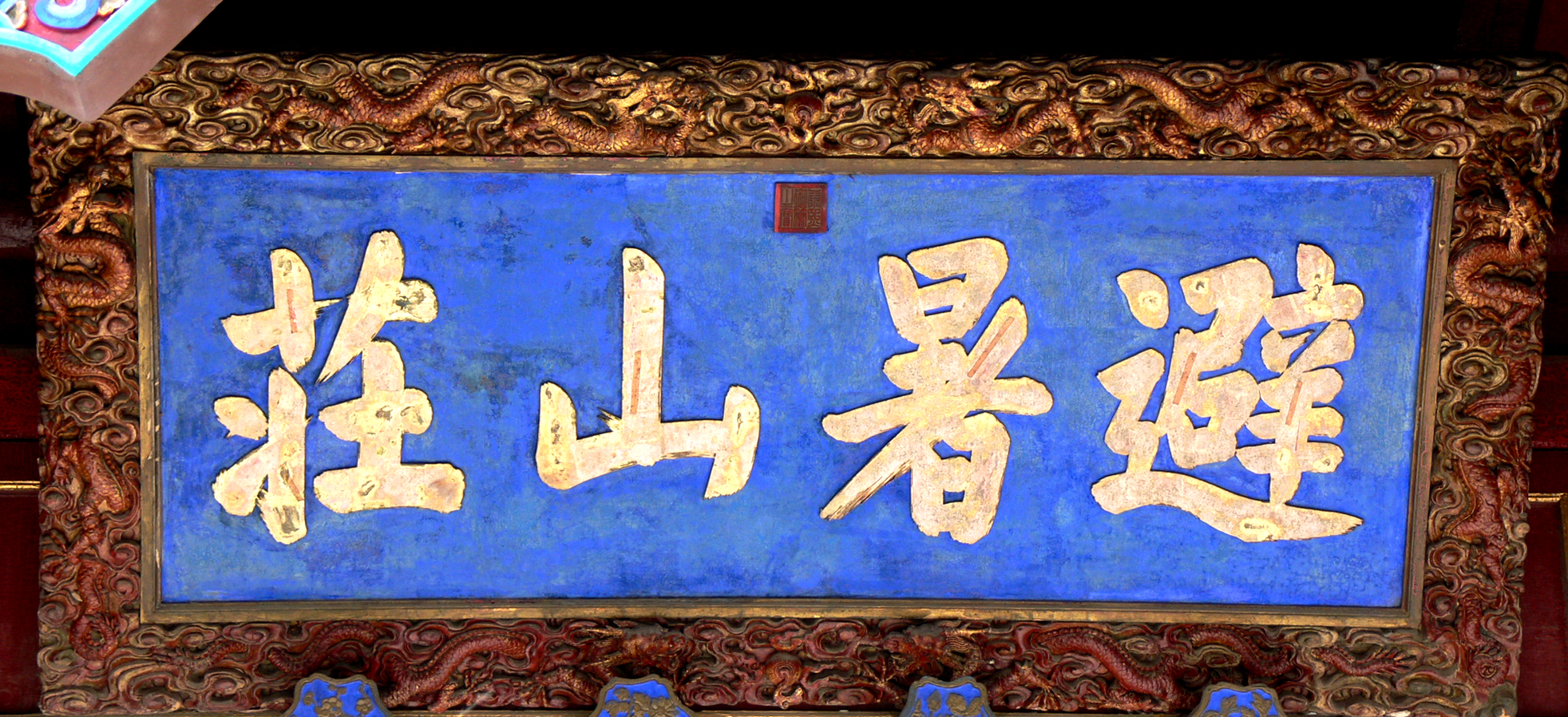
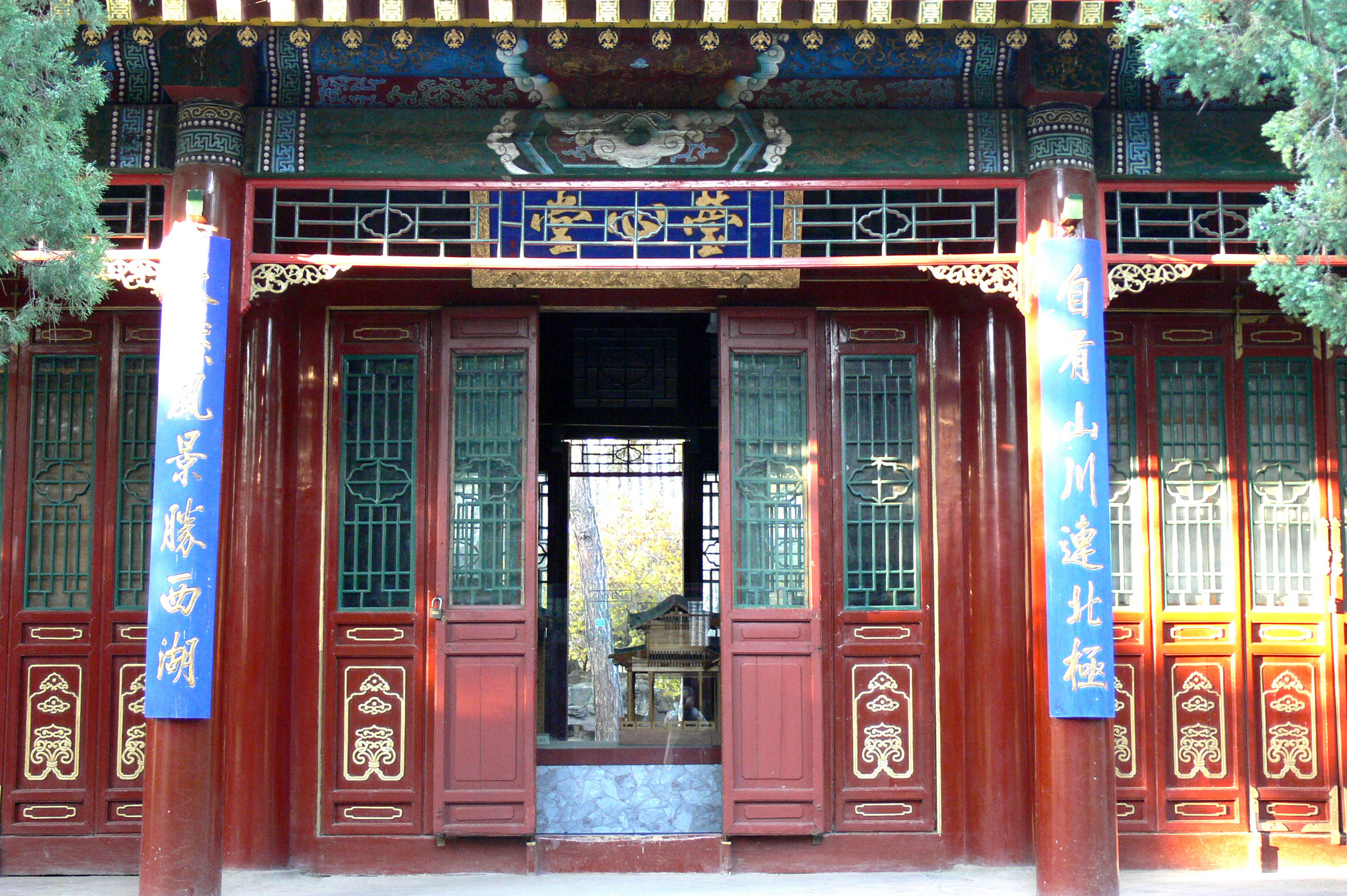
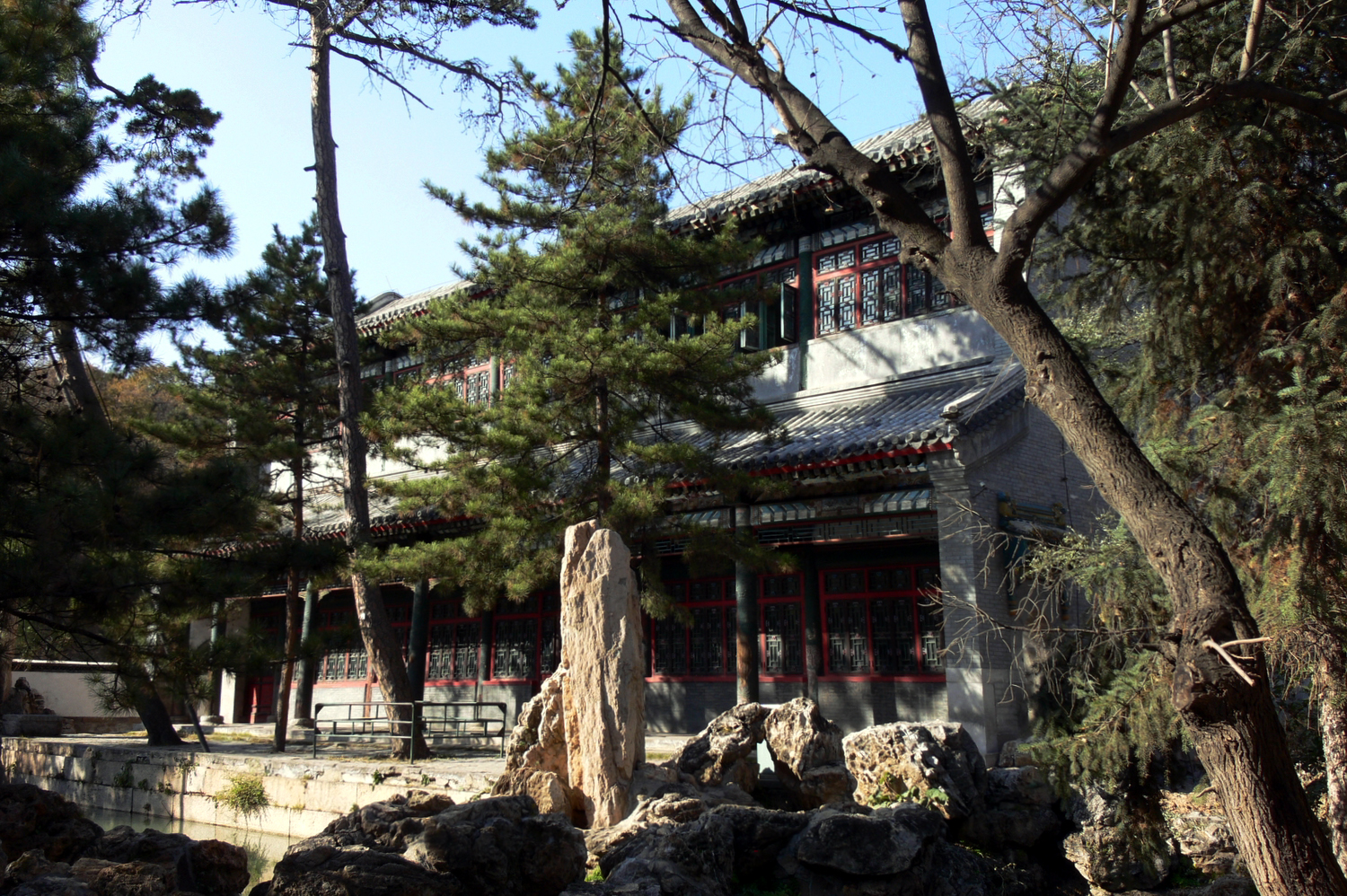
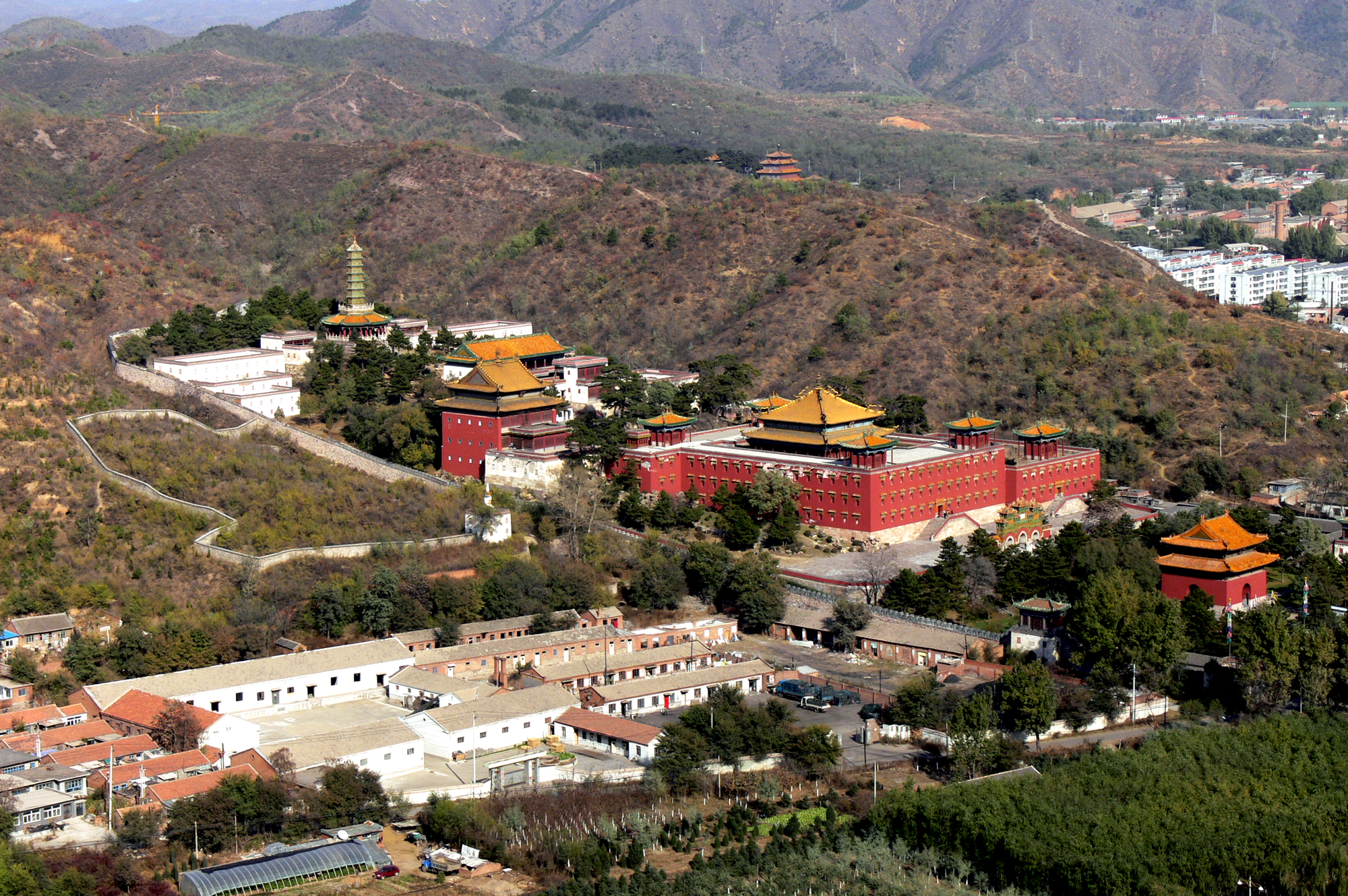